# Просування сайту
Просування сайту — комплекс дій для забезпечення високих позицій ресурсу в пошукових системах з метою підвищення відвідуваності сайту цільовою аудиторією. Цільова аудиторія — це зацікавлена група людей у придбанні продукції, товарів або послуг, представлених на сайті який просувається.
Одним з найдієвіших методів розкрутки сайту в пошукових системах є оптимізація. Пошукова оптимізація — це комплексна робота над зовнішніми і внутрішніми факторами сайту, з урахуванням вимог алгоритмів пошукових систем, для виведення сайту на більш високі позиції в пошуковій видачі. Таким чином збільшується цільову відвідуваність ресурсу і його конверсія.
Є багато чинників які впливають на ранжування сайту у видачі пошукових систем, їх можна розділити на зовнішні і внутрішні чинники.

## Внутрішні фактори
Внутрішні фактори стосуються внутрішньої системи сайту (структура сайту і html-кода, перелінковка, якісний контент з ключовими словами тощо). Внутрішня оптимізація сайту — це комплекс заходів спрямованих на загальне підвищення якості сайту, його юзабельності та користі, яку він приносить своїм відвідувачам. Для внутрішньої оптимізації важливо налаштувати, а при необхідності створити, всі необхідні внутрішні чинники сприятливі для подальшого просування сайту.

### Основні внутрішні чинники
- Доменне ім'я. У назві домену можуть використовуватись ключові слова у вигляді транслітерації латиницею або слова кирилицею в залежності від типу зареєстрованого домену. Окрім того, на органічну видачу також впливає регіональна приналежність домену, але має майже не помітний вплив.
- Заголовки сторінок. Повинні бути цікавими, привабливими, а також містити ключові слова. Бажано, аби ключові слова були схожі на слова з запитів користувачів у пошуковій системі (наприклад, якщо користувачі у пошуковому рядку вводять запит «великий слон», то в заголовку сторінки також повинна бути фраза «великий слон». Тому що при всіх інших рівних умовах, ранжування сторінки з таким заголовком буде вище, ніж у сторінки з заголовком «великі слони»). До того ж краще, щоб ключова фраза розміщалась на початку заголовка, також краще не перевищувати об'єм змісту елемента Title у 60 знаків для коректного показу в пошуковій системі Google (при цьому обмеження по довжині нема).
- Тексти сторінок (контент), мають бути якісними, цікавими, мотивуючим, корисними і містити в собі ключові слова, які користувачі набирають в пошукових системах для пошуку розміщеної Вами інформації на сайті. Довжина тексту може бути задовільною, але рекомендовано не менше 1000 символів.
  - Текст сторінки має містити певну кількість ключових слів, їх насиченість має бути не меншою за 5-6 % у співвідношенні до загальної кількості слів у тексті.
  - Варто розміщати ключові слова в заголовках H1, H2….
  - При доцільності рекомендується ключові слова помічати тегами b, strong і т. д., але, якщо це дійсно має значення для читача.
  - Розміщувати ключові слова рекомендується на початку сторінки, проте пошукова система прекрасно розуміє, про що написана стаття.
- Кількість сторінок
  - Кількість сторінок напряму впливає на ранжування пошуковою системою самої сторінки, так як маса сайту передається між собою та концентрується на певних сторінках (наприклад, головна сторінка сайту зазвичай має найбільшу кількість посилань, а саме тому має найбільшу масу).
  - На сторінку повинні йти посилання з інших сторінок сайту (Links).
- HTML-розмітка
  - Код сторінки обов'язково повинен містити мета-тегів  title та description (раніше був обов'язковий тег keywords, проте з часом, в ході еволюції пошукових систем його використання відпало, а використання в даний момент може і нашкодити).
  - Атрибут alt та title у зображення повинен містити ключове слово або фразу для пошуку даного зображення.
  - Посилання мають бути виконані у вигляді тегу <a> (анкорні посилання). Посилання у форматі JavaScript не враховуються пошуковими системами, такі посилання необхідно дублювати як звичайні HTML посилання.
  - Meta name="revisit-after" content = «XXdays».
  - Розмітка сайту повинна бути структурованою і без помилок.
- Мета-теги розміщуються в порядку важливості: title, description. Вміст тегу description відображається у пошуковій видачі у вигляді тексту під посиланням на сайт (сніпет). Іноді сніпет може відображати один із заголовків сторінки, на яку він посилається, в залежності від того, який текст пошуковий алгоритм вважатиме найбільш релевантним для конкретного запиту.
- «Внутрішня перелінковка» — посилання сторінок сайту між собою. Бажано щоб кожна сторінка мала не менше трьох внутрішніх посилань, також сторінки не варто перенасичувати посиланнями.

## Зовнішні фактори
Зовнішні фактори стосуються впливу інших сайтів і включають поведінкові чинники, природність, кількість і якість посилань на сайт.
Природні посилання  — це зовнішні посилання, які утворилися в мережі природним шляхом, для зв'язку вебресурсів між собою, підвищуючи трафік. Найчастіше такі посилання створюються власноруч користувачами мереж, завдяки цікавому контенту ресурсу, затребуваності сервісу, різних конкурсів і тому подібних прийомів.

### Вимоги
- Сайти-донори повинні бути якісними з регулярними відвідуваннями, оновленнями тощо.
- Сайт-донор повинен мати хороші показники контенту (наявність тематичних текстів, унікальний і корисний контент тощо)
- Посилання повинні бути клікабельні, видимі й релевантні тематиці контенту тощо.
- Посилальна маса повинна бути різноманітною і повинна мати природний приріст.

Вплив як зовнішніх, так і внутрішніх чинників на позиції сайту у видачі пошукових систем, також залежить від самих пошукових систем, і з часом змінюється. Тобто ті фактори, які дозволяють займати провідні позиції сьогодні, в майбутньому можуть вже не діяти. Це пов'язано з удосконаленням і зміною пошукових алгоритмів як для розвитку пошукових систем з метою забезпечення найбільш зручного і простого пошуку, так і для боротьби пошукових систем зі штучним підвищенням позицій сайту у видачі. На сьогодні найважливішими та найбільш стабільними чинниками є поведінкові фактори.
При ранжуванні Google не враховує поведінкові чинники.

## Історія алгоритмів ранжування, які враховувались при просуванні сайту
Якщо на початку формування пошукових систем та відсутності конкуренції між сайтами, ранжування велось згідно контексту даних сайту, то зі збільшенням конкуренції пошукові системи змінювали алгоритми. Після перших змін алгоритмів вебмайстри отримали можливість просувати свої сайти, ввівши велику кількість ключових слів на максимально можливій (їхніми трудовими ресурсами) кількості сторінок у відповідних мета-теґах.
В результаті цих маніпуляцій сайти виходили за позиціями в ТОП за лічені дні. Продовжуючи розвиток, пошукові системи почали нівелювати свої алгоритми для покращення методики ранжування і збільшення якості сайтів в перших позиціях видачі. В сучасних умовах пошукові системи ранжують сайти за безліччю алгоритмів (більше 100), враховуючи також і соціальні фактори.
З 2012 року пошукова система Google, а за нею 2015 року — Yandex припинили спиратись на профіль посилань сайту, як на основний фактор ранжування. Введені алгоритми під назвою «Penguin» для Google та «Мінусінськ» для Yandex. Всі спроби вплинути на результати ранжування через пошуковий спам відносять до «чорного» SEO і блокуються цими алгоритмами. Просування сайту стало набагато складнішим і це перетворило звичайних вебмайстрів на SEO-спеціалістів.